# Rambung Dalam
Rambung Dalam is een bestuurslaag in het regentschap Binjai van de provincie Noord-Sumatra, Indonesië. Rambung Dalam telt 4982 inwoners (volkstelling 2010).